# Arif Hacılı
Arif Mustafa oğlu Hacılı (deutsche Schreibweise: Arif Mustafa oghlu Hadschili, * 22. Januar 1962 in  Zaqatala, Aserbaidschanische SSR) ist ein aserbaidschanischer Politiker und Vorsitzender der Gleichheitspartei (Müsavat Partiyası), die stärkste Oppositionspartei in Aserbaidschan.

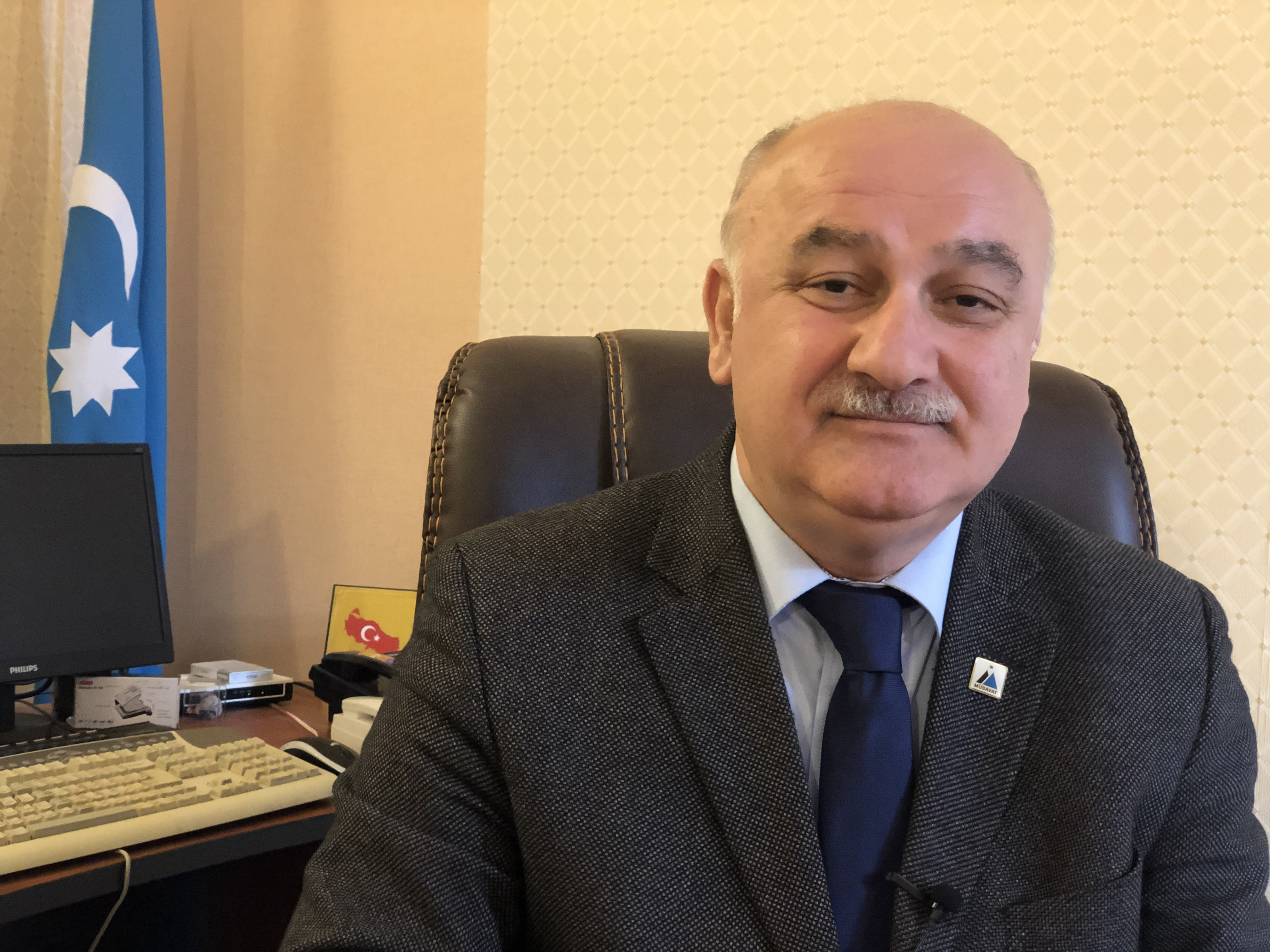
Arif Hacılı in 2010

## Leben
Arif Hacılı wurde 1962 im Dorf Yuxarı Tala in der Region Zaqatala geboren. Seine Sekundarschulbildung erhielt er an der Sekundarschule Nr. 1 in Yuxarı Tala, studierte später an der Fakultät für Journalismus der Staatlichen Universität Baku und arbeitete von 1983 bis 1988 bei der lokalen Radiostation von Zaqatala. 

## Politische Karriere
Seine politische Karriere begann in den späten 1980er und frühen 1990er Jahren, da er ein Anführer der aserbaidschanischen Unabhängigkeitsbewegung war. Er war ab 1990 in mehreren Stellen der Regierung beteiligt, meist in der Präsidentenzeit von Əbülfəz Elçibəy, führte einige dieser an und spielte ebenso eine wichtige Rolle in der Müsavat-Partei. Nachdem Heydər Əliyev an die Macht gekommen war, wurde er aber mehrere Male festgenommen und kam auch ins Gefängnis, weil er Teil der Opposition in Aserbaidschan war. Seit September 2014 ist er als Nachfolger von İsa Qəmbər Vorsitzender der Müsavat-Partei.